# Lutzomyia sherlocki
Lutzomyia sherlocki är en tvåvingeart som beskrevs av Martins A. V., Silva J. E., Falcão A. L. 1971. Lutzomyia sherlocki ingår i släktet Lutzomyia och familjen fjärilsmyggor. Inga underarter finns listade i Catalogue of Life.